# Edme-Bonaventure Courtois
Pour les articles homonymes, voir Courtois.
Edme-Bonaventure Courtois, né le 15 juillet 1754 à Troyes, mort le 6 décembre 1816 à Bruxelles, est un homme politique de la Révolution française. 

## Biographie

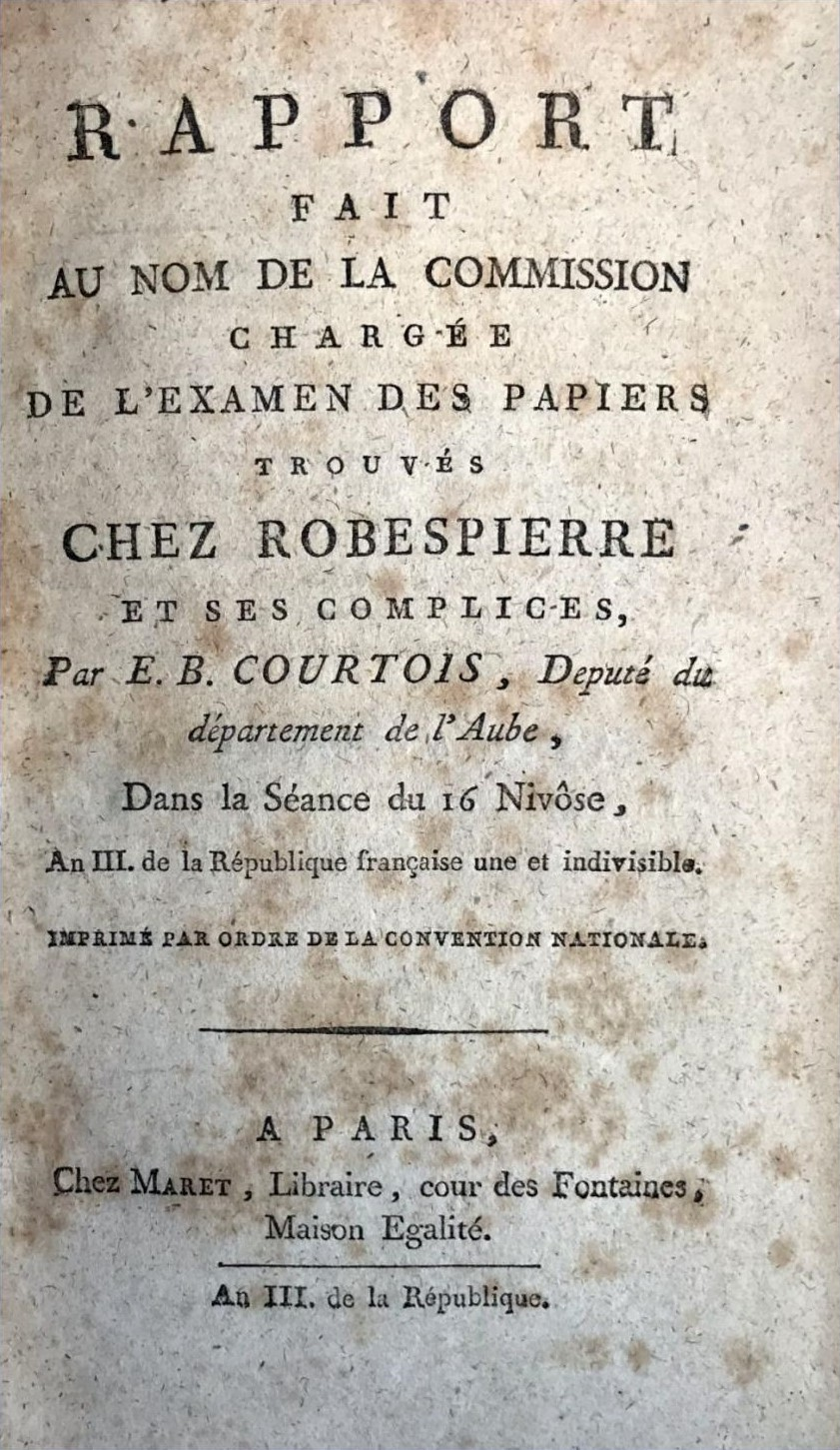
Page de titre du Rapport... sur le 9 Thermidor établi par Courtois et publié en 1795.

Courtois effectue ses études secondaires au Collège de l'Oratoire où il fréquente Danton. Il est receveur au district d'Arcis-sur-Aube.  
Il est élu député du département de l'Aube à l'Assemblée nationale législative puis à la Convention nationale, le premier sur les neuf à chaque fois.  
Il siège sur les travées de la Montagne. Lors du procès de Louis XVI, il vote pour la mort sans conditions. Il vote contre la mise en accusation de Marat mais est absent au scrutin portant sur le rétablissement de la Commission des Douze. Il est en effet envoyé en mission auprès de l'armée du Nord ainsi que ses collègues Bellegarde, Cochon de Lapparent et Lequinio. Il est rappelé à Paris par les Comités de Salut public et de Sûreté générale pour être auditionné après les échecs des troupes à reprendre les places fortes au Nord.  
Après la crise du 9 thermidor, Courtois adhère à la politique de la Convention thermidorienne. Il est chargé, en remplacement de Louis-Joseph Charlier, de la levée des scellés et de l'examen des papiers saisis chez Robespierre et ses complices. Il émet son rapport le 16 nivôse an III (5 janvier 1795). Il est également élu à la Commission des Vingt-et-Un chargée d'examiner la conduite de Barère, Billaud-Varenne et Collot d'Herbois, anciens membres du Comité de Salut public de l'an II.   
Visé par la loi du 12 janvier 1816 contre les régicides et les soutiens aux Cent-Jours, il est contraint de s'exiler à Bruxelles où il meurt à la fin de l'année de son arrivée.  
Il était également féru de bibliophilie. La vente de sa bibliothèque eut lieu à Paris le 3 janvier 1820.

## Publications
- «Papiers inédits trouvés chez Robespierre, Saint-Just etc.» (II., 1828).